# Lasiopogon carolinensis
Lasiopogon carolinensis is een vliegensoort uit de familie van de roofvliegen (Asilidae). De wetenschappelijke naam van de soort is voor het eerst geldig gepubliceerd in 1938 door Cole and Wilcox.